# Semiramis
Semiramis (/səˈmɪrəmɪs, sɪ-, sɛ-/ ; tiếng Syriac: ܫܲܡܝܼܪܵܡ Šammīrām, tiếng Hy Lạp: Σεμίραμις Semiramis, tiếng Armenia: Շամիրամ Šamiram) là một nữ vương huyền thoại của Assyria. Bà là người Lydia-Babylon, vợ của Onnes và Ninus. Các truyền thuyết được kể lại bởi Diodorus Siculus, lấy nguồn từ các tác phẩm của Ctesias của Cnidus, nói về bà và mối quan hệ với Onnes và Vua Ninus, một vị vua trong truyền thuyết của Assyria, không được ghi lại trong Danh sách vua Assyria. Người Assyria bản địa ở Iraq, đông bắc Syria, đông nam Thổ Nhĩ Kỳ và tây bắc Iran vẫn sử dụng Semiramis (cũng như Shamiram) để đặt tên cho trẻ em nữ.

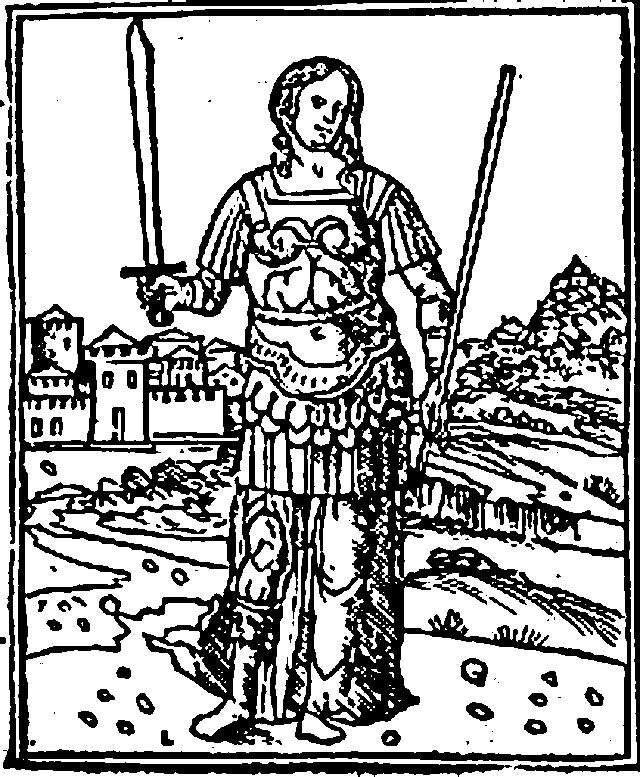
Semiramis được thể hiện như một chiến binh Amazon, trong một bức tranh minh họa, Italia thế kỷ 18

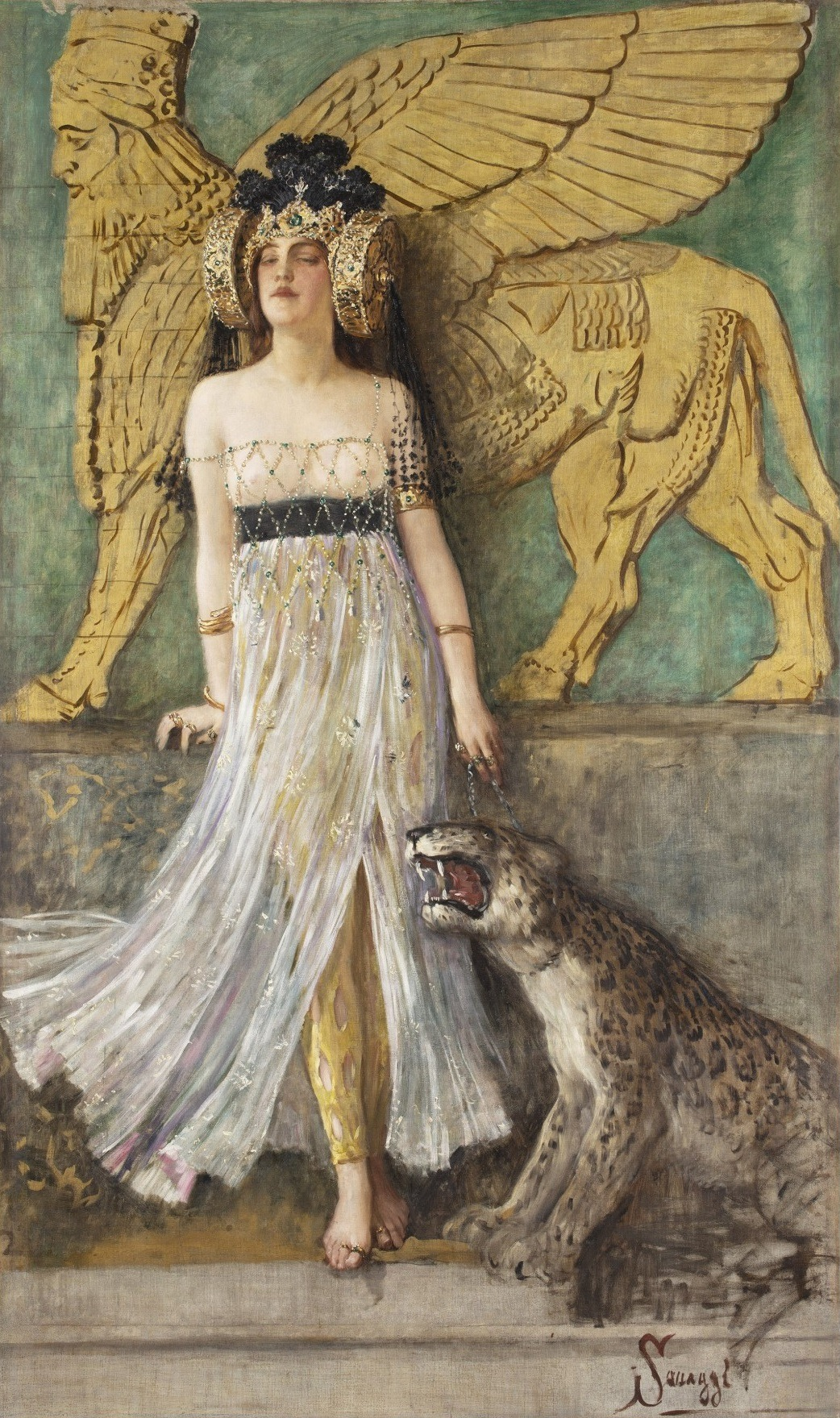
Semiramide, một tác phẩm mang tính biểu tượng rõ ràng của Cesare Saccaggi da Tortona. Semiramis, từ thời cổ đại, đã được coi là hiện thân của dục vọng; Thủ đô này được đại diện ở đây bởi bộ hàm của con mèo đe dọa được giữ trên dây bởi nữ hoàng. Saccaggi đã lấy cảm hứng cho kiệt tác này từ Marchesa Luisa Casati Stampa di Soncino, người đã từng đi dạo quanh Venice với một con báo trên dây xích.

Nhân vật Shammuramat thực tế trong lịch sử (dạng gốc tiếng Akkad và Aramaic) là người vợ người Assyria của Shamshi-Adad V (trị vì 824 TCN - 811 TCN), vua của Assyria và là người trị vì Đế chế Tân Assyria. Sau khi chồng qua đời, bà trở thành nhiếp chính trong năm năm cho đến khi con trai bà Adad-nirari III đến tuổi trưởng thành. Bà nắm quyền vào thời điểm bất ổn về chính trị, điều này có thể giải thích tại sao người Assyria có thể chấp nhận sự cai trị của một người phụ nữ (điều thông thường không thể xảy ra). Người ta đã suy đoán rằng bà đã trị vì rất thành công, được người Assyria tôn sùng, và những thành tựu triều đại của bà đạt được (bao gồm ổn định và củng cố đế chế sau một cuộc nội chiến tàn phá) đã được truyền tụng qua các thế hệ cho đến khi bà được nâng lên thành một nhân vật thần thoại.
Tên tuổi của Semiramis được gắn cho nhiều công trình khác nhau ở Tây Á và Tiểu Á, nguồn gốc đã bị lãng quên hoặc không rõ. Nhiều địa điểm khác nhau ở Assyria và khắp Mesopotamia nói chung, Media, Ba Tư, Levant, Tiểu Á, Ả Rập, và Kavkaz mang tên Semiramis, với một vài sai khác, thậm chí cả ở thời Trung cổ. Một tên cũ của thành phố Van của người Armenia là Shamiramagerd (trong tiếng Armenia có nghĩa là được tạo bởi Semiramis). Gần như mọi công trình lớn hay tác phẩm nghệ thuật cổ đại ở lưu vực sông Euphrates hoặc ở Iran đều được gắn với tên tuổi Semiramis, thậm chí cả Bản khắc Behistun của Darius, hoặc Vườn treo Babylon. Herodotus cho rằng bà là người cho xây dựng hệ thống đê điều định hướng dòng chảy sông Euphrates  và tên bà được đặt cho một trong cánh cổng của Babylon.

## Nhân vật lịch sử

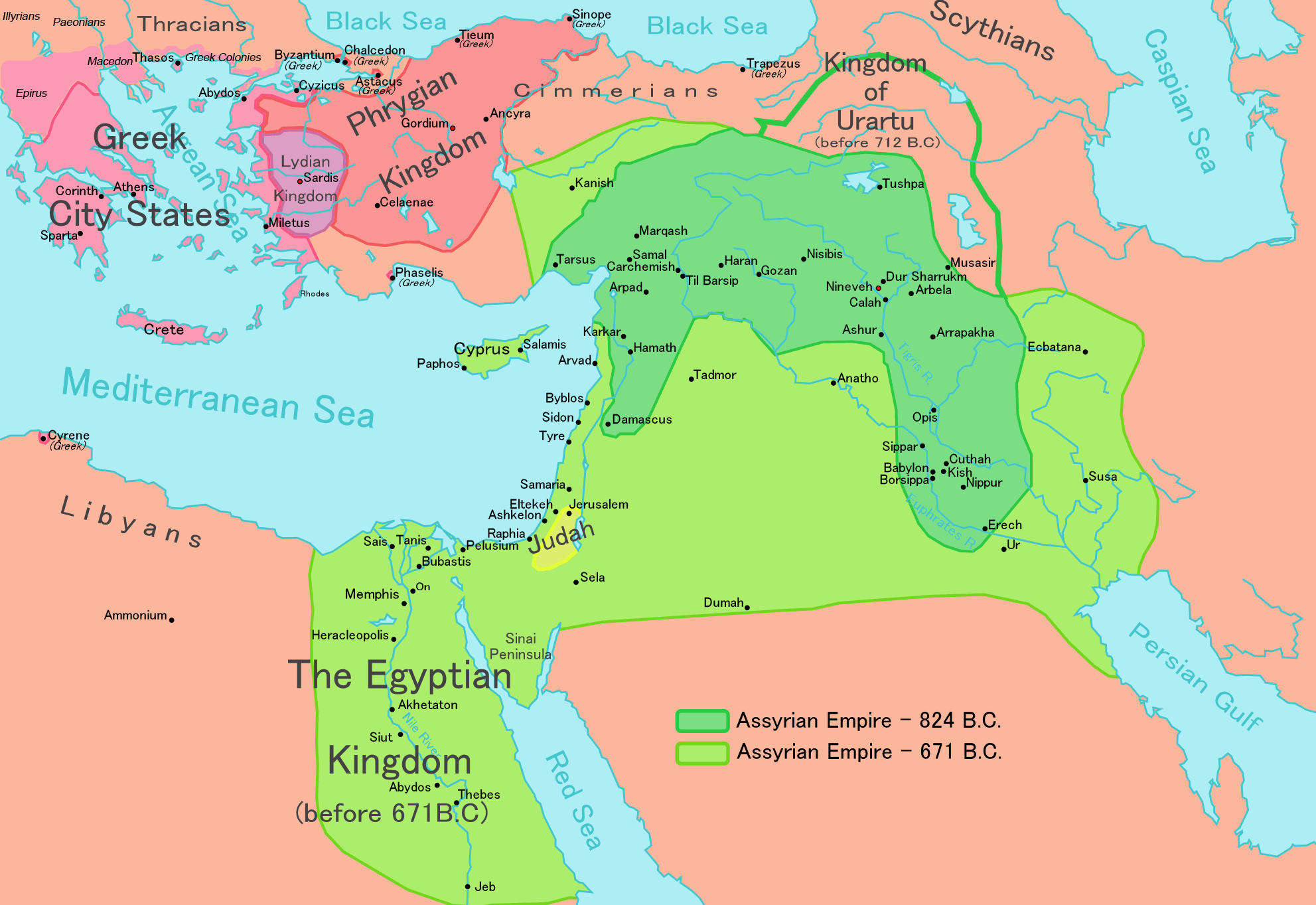
Ước đoán khu vực dưới quyền kiểm soát của Assyria vào năm 824 TCN (màu xanh đậm hơn).

Trong khi Semiramis trong truyền thuyết trị vì vương quốc Ba Tư huyền thoại trong sử sách Hy Lạp và Armenia, thì nữ vương Assyrian Shammuramat (Semiramis), vợ của Shamshi-Adad V (không phải Ninus hư cấu như trong truyền thuyết), chắc chắn có tồn tại. Sau cái chết của chồng, bà trở thành nhiếp chính từ 811- 806 TCN cho con trai mình, Adad-nirari III. Do đó trong một thời gian ngắn, Shammuramat nắm quyền cai trị Đế quốc Tân Assyrian rộng lớn (911-605 TCN), trải dài từ dãy Kavkaz ở phía bắc cho tới Bán đảo Ả Rập ở phía nam, và từ Tây Iran ở phía đông cho tới Đảo Síp ở phía tây.
Bà nắm quyền vào thời điểm bất ổn về chính trị, điều này có thể giải thích tại sao người Assyria có thể chấp nhận sự cai trị của một người phụ nữ (điều thông thường không thể xảy ra). Người ta đã suy đoán rằng bà đã trị vì rất thành công, được người Assyria tôn sùng, và những thành tựu triều đại của bà đạt được (bao gồm ổn định và củng cố đế chế sau một cuộc nội chiến tàn phá) đã được truyền tụng qua các thế hệ cho đến khi bà được nâng lên thành một nhân vật thần thoại.. Tại thành phố Ashur, bà cho xây một obelisk (bút tháp), ghi lại rằng: Bia của Sammuramat, nữ vương của Shamshi-Adad, Vua của vũ trụ, Vua của Assyria, Mẹ của Adad Nirari, Vua của vũ trụ, Vua của Assyria, Con dâu của Shalmaneser, Vua của Bốn Miền Thế giới. Georges Roux suy đoán rằng các huyền thoại Hy Lạp và Ấn-Iran (Ba Tư và Media) sau này dựng lên các huyền thoại xoay quanh Semiramis lấy cảm hứng từ các chiến dịch quân sự thành công mà bà tiến hành chống lại các dân tộc này, và tính mới lạ về việc một người phụ nữ cai trị một đế chế rộng lớn như vậy.

## Truyền thuyết theo kể lại của Diodorus Siculus

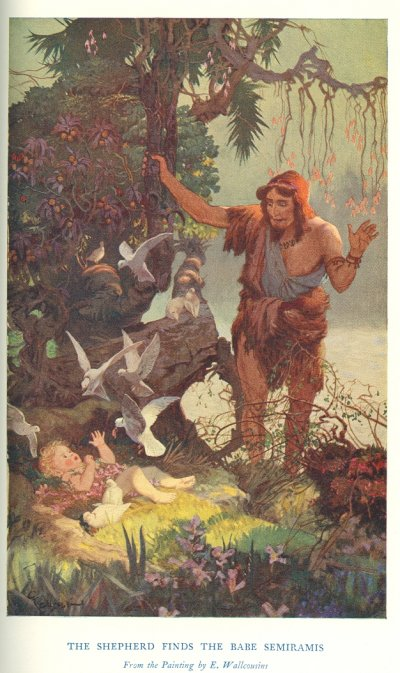
Người chăn cừu tìm thấy đứa trẻ Semiramis của Ernest Wallcousins (1915).

Theo Diodorus, Semiramis có nguồn gốc quý tộc, là con gái của nữ thần cá Derketo của Ascalon ở Assyria và một người phàm. Sau khi sinh con, Derketo bỏ rơi đứa trẻ và nhảy xuống sông. Đứa trẻ được chim bồ câu cho ăn, cho đến khi được người chăn cừu Simmas tìm thấy. Semiramis kết hôn với Onnes hoặc Menones, một trong những vị tướng của Vua Ninus. Lời khuyên của bà đã giúp ông giành được những thắng lợi to lớn, và tại cuộc bao vây Bactra, bà đã đích thân chỉ huy một đạo quân đi chiếm một yếu điểm phòng ngự, khiến thành phố phải đầu hàng. Ninus ấn tượng đến nỗi rơi vào lưới tình với bà ngay tức khắc, và ép Onnes phải đưa bà cho ông ta làm vợ, đầu tiên là đổi bằng con gái của ông Sonanê và sau đó đe dọa sẽ móc mắt Onnes ra. Onnes, vừa sợ nhà vua lại vừa yêu vợ say đắm, trở nên điên loạn và treo cổ tự tử. Ninus sau đó cưới bà làm vợ.
Semiramis và Ninus có một con trai tên Ninyas. Sau khi vua Ninus chinh phục châu Á, bao gồm cả Bactrians, ông đã bị thương nặng bởi một mũi tên. Semiramis sau đó giả trang thành con trai của mình và khiến quân đội của người chồng quá cố làm theo chỉ dẫn của bà vì họ nghĩ rằng những mệnh lệnh này đến từ vị vua mới. Sau cái chết của Ninus, bà trị vì như nữ vương cầm quyền trong suốt 42 năm, chinh phục phần lớn châu Á. Semiramis đã khôi phục Babylon cổ đại và phòng thủ bằng một bức tường gạch cao bao quanh thành phố hoàn toàn. Bà cũng xây dựng một số cung điện ở Ba Tư, bao gồm Ecbatana. Diodorus cũng gắn tên bà cho bia Behistun, hiện đã được biết là thực hiện dưới thời Darius I của Ba Tư (trị vì 522-486 TCN). Bà không chỉ cai trị châu Á một cách hiệu quả mà còn sáp nhập Libya và Aethiopia vào đế chế. Sau đó, bà gây chiến với vua Stabrobates (Sthabarpati) của Ấn Độ, cho làm một đội quân voi giả bằng cách khoác da trâu tối màu lên những con lạc đà để đánh lừa quân Ấn Độ. Kế hoạch này ban đầu thành công, nhưng sau đó bà bị thương trong cuộc phản công và quân đội của bà bị tiêu diệt phần lớn, bị buộc phải tái chiếm Indus và rút lui về phía tây.

## Trong truyền thuyết cổ đại

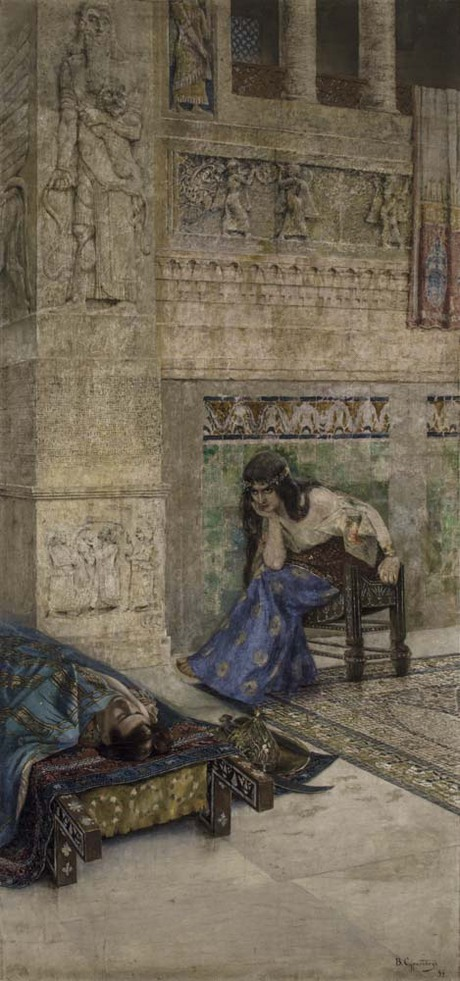
Semiramis nhìn chằm chằm vào xác chết của Ara Người đẹp. Tranh của Vardges Sureniants (1860-1921).

Những truyền thuyết liên quan đến Semiramis đã được ghi chép bởi các tác giả bao gồm Plutarch, Eusebius, Polyaenus và Justinus. Bà được gắn với hình ảnh nữ thần Ishtar và Astarte từ trước cả thời Diodorus. Bà cũng được liên kết với biểu tượng cá và chim bồ câu, như được thể hiện tại Hierapolis Bambyce (Mabbog), ngôi đền lớn theo một truyền thuyết được cho là thành lập bởi Semiramis, nơi có một bức tượng của bà với chim bồ câu vàng trên đầu.
Tên tuổi của Semiramis được gắn cho nhiều công trình khác nhau ở Tây Á và Tiểu Á, nguồn gốc đã bị lãng quên hoặc không rõ. Nhiều địa điểm khác nhau ở Assyria và khắp Mesopotamia nói chung, Media, Ba Tư, Levant, Tiểu Á, Ả Rập, và Kavkaz mang tên Semiramis, với một vài sai khác, thậm chí cả ở thời Trung cổ. Bà được ghi nhận là người sáng lập thành phố Van để làm nơi cư trú mùa hè, và thành phố cũng có thể được gọi là Shamiramagerd (trong tiếng Armenia có nghĩa là được tạo ra bởi Semiramis). Strabo tin rằng bà đã xây dựng các công trình kiến trúc "trên khắp toàn bộ lục địa". Gần như mọi công trình lớn hay tác phẩm nghệ thuật cổ đại ở lưu vực sông Euphrates hoặc ở Iran đều được gắn với tên tuổi Semiramis, thậm chí cả Bản khắc Behistun của Darius, hoặc Vườn treo Babylon. Herodotus cho rằng bà là người cho xây dựng hệ thống đê điều định hướng dòng chảy sông Euphrates và tên bà được đặt cho một trong cánh cổng của Babylon.
Nhà sử học La Mã Ammianus Marcellinus tin rằng bà là người đầu tiên thiến một thiến niên nam làm hoạn quan: "Semiramis, vị nữ vương cổ đại, là người đầu tiên thiến những thiếu niên nam trước khi trưởng thành."
Truyền thuyết Armenia thể hiện Semiramis theo hướng tiêu cực, có thể do bà đã đánh bại họ trong một chiến dịch quân sự. Một trong những truyền thuyết phổ biến nhất của Armenia liên quan đến Semiramis và một vị vua Armenia, Ara Người đẹp. Theo truyền thuyết, Semiramis đã phải lòng vị vua đẹp trai người Armenia Ara và hỏi cưới ông. Khi ông từ chối, bà đã đem quân đội Assyria tiến đánh Armenia. Semiramis đã chiến thắng, nhưng Ara đã bị giết mặc dù bà đã ra lệnh bắt sống ông ta. Để tránh nguy cơ chiến tranh lâu dài với người Armenia, Semiramis, nổi tiếng là một phù thủy, đã mang xác ông về cầu nguyện với các vị thần để làm Ara sống lại. Khi người Armenia tấn công để trả thù cho vị vua của họ, bà đã ngụy trang cho một trong những người tình của mình thành Ara và lan truyền tin đồn rằng các vị thần đã đưa Ara trở lại cuộc sống, để thuyết phục người Armenia không tiếp tục chiến tranh. Trong một truyền thuyết, những lời cầu nguyện của Semiramis đã có tác dụng và Ara sống lại. Trong thế kỷ 19, người ta ghi lại có một ngôi làng tên là Lezk, gần Van, được truyền thuyết cho là nơi phục sinh của Ara.

## Trong văn hóa sau này
Semiramis thường được nhìn nhận theo hướng tích cực trước khi Kitô giáo lên ngôi, mặc dù cũng tồn tại một số quan điểm tiêu cực. Trong thời Trung cổ, bà bị gắn liền với tính lăng loàn và dâm đãng. Một câu chuyện cho rằng bà có mối quan hệ loạn luân với con trai, bào chữa cho điều đó bằng cách thông qua luật để hợp pháp hóa hôn nhân giữa cha mẹ và con cái, và phát minh ra đai trinh tiết để răn đe bất kỳ đối thủ tình cảm cho đến khi cuối cùng bị giết bởi con mình. Điều này có thể đã được lan truyền vào thế kỷ thứ 5 bởi cuốn Lịch sử phổ thông của Orosius (Bảy cuốn Sách sử Chống Ngoại giáo), được cho là nằm trong một "cuộc bút chiến chống ngoại giáo". Trong Hài kịch thần thánh, Dante nhìn thấy Semiramis trong số linh hồn của những kẻ dâm đãng trong Tầng địa ngục thứ hai. Tuy nhiên, bà cũng được ngưỡng mộ vì những thành tựu chiến trận và chính trị, và có ý kiến cho rằng danh tiếng của bà đã phục hồi phần nào vào cuối thời Trung cổ và Phục hưng. Bà được đưa vào Sách về những Thành phố của Phụ nữ của Christine de Pizan (hoàn thành năm 1405), và bắt đầu từ thế kỷ 14, bà thường có tên trong các danh sách nữ của Cửu Vĩ Nhân (Khái niệm thời Trung đại về 9 nhân vật lịch sử, tôn giáo, huyền thoại mang hình tượng Hiệp sĩ lý tưởng).
Semiramis xuất hiện trong nhiều vở kịch và nhạc kịch, chẳng hạn như bi kịch Semiramis của Voltaire, và trong nhiều vở opera riêng biệt với tiêu đề Semiramide bởi Domenico Cimarosa, Marcos Portugal, Josef Mysliveček, và Giacomo Meyerbeer, Pedro Calderón de la Barca và Gioachino Rossini. Arthur Honegger đã soạn nhạc một vở "kịch câm ballet" cùng tên của Paul Valéry vào năm 1934, chỉ được phục hồi vào năm 1992 sau nhiều năm bị lãng quên. Trong vở kịch Những chiếc ghế của Eugène Ionesco, nhân vật Bà già được gọi là Semiramis. Bà được Chaucer nhắc đến trong tác phẩm The Craft of Lovers như là "Nữ vương của Babilon", cũng như bởi Shakespeare trong Màn 2 Cảnh 1 của Titus Andronicus và Cảnh 2 của Lời giới thiệu trong The Taming of the Shrew. Semiramis thường được dùng như hình ảnh ẩn dụ cho người phụ nữ cai trị và đôi khi phản ánh các tranh chấp chính trị có liên quan đến các nhà lãnh đạo nữ, thường theo hướng bất lợi (ví dụ, để chỉ trích Elizabeth I của Anh). Cũng có khi bà được sử dụng như một ví dụ về một người phụ nữ trị vì có năng lực, như các vị quân chủ quyền lực Margrete I của Đan Mạch và Yekaterina II Đại đế đều được gọi là Semiramis của phương Bắc.

## Trong văn hóa hiện đại
- Khách sạn Semiramis ở Cairo được đặt theo tên của bà. Đó là nơi diễn ra Hội nghị Cairo năm 1921, do Winston Churchill chủ trì.[32]
- Semiramis xuất hiện trong bộ light novel và anime của Nhật Bản Fate/Apocrypha của thương hiệu nhượng quyền Fate với tên gọi Assassin of Red. Bà cũng xuất hiện trong trò chơi điện tử trên điện thoại của cùng thương hiệu trên, Fate/Grand Order. Trong sê-ri Fate, bà được gọi là kẻ đầu độc đầu tiên trên thế giới và có Bảo khí là Vườn treo Babylon.

## Dẫn nguồn
1. ↑  Wells, John C. (2008), Longman Pronunciation Dictionary (ấn bản thứ 3), Longman, ISBN 9781405881180
2. ↑  "Semiramis was an invention of the Greek legend only" observes Robin Lane Fox (Fox, Travelling Heroes in the Epic Age of Homer, 2008:176)
3. ↑  Reinhard Bernbeck (2008). "Sexgender, Power And Sammuramat: A View From The Syrian Steppe'". Trong Bonatz, Dominik; Czichon, Rainer M; Kreppner, F Janoscha (biên tập). Fundstellen: Gesammelte Schriften Zur Archaologie Und Geschichte Altvorderasiens. Ad Honorem Hartmut Kuhne. Harrassowitz. tr. 352. ISBN 978-3447057707. Truy cập ngày 18 tháng 3 năm 2017.
4. ↑  Creighton M.A. L.L.D., Rev. Mandell (1888). The Historical Review. Quyển 3. London & New York: Longmans, Green, And Co. tr. 112.
5. ↑  Yehoshua, Avram (ngày 7 tháng 6 năm 2011). The Lifting of the Veil: Acts 15:20-21. Trafford Publishing. tr. 58. ISBN 978-1426972034.{{Chú thích sách}}:  Quản lý CS1: năm (liên kết)
6. ↑  Bernbeck 2008, tr. 353.
7. ↑  Diodorus Siculus: The Library of History, Book II, Chapters 1-22
8. ↑  http://www.aina.org/aol/kinglist
9. ↑  http://www.atour.com/education/assyriannames.html
10. 1 2  "Sammu-ramat (queen of Assyria)". Britannica Online Encyclopedia. Truy cập ngày 4 tháng 1 năm 2013.
11. 1 2 3 4 5 6 7  "Sammu-Ramat and Semiramis: The Inspiration and the Myth". Ancient History Encyclopedia. Truy cập ngày 13 tháng 4 năm 2016.
12. 1 2  See Strabo xvi. I. 2
13. 1 2  Diodorus Siculus ii. 3
14. 1 2  Reade, Julian (2000). "Alexander the Great and the Hanging Gardens of Babylon". Iraq. Quyển 62. tr. 195. doi:10.2307/4200490. ISSN 0021-0889.
15. 1 2  i. 184
16. ↑  iii. 155
17. ↑  Georges Roux - Ancient Iraq
18. ↑  The Library of History by Diodorus Siculus, Vol. 1, The Loeb Classical Library, 1933. Truy cập 2015-03-08 from http://penelope.uchicago.edu/Thayer/E/Roman/Texts/Diodorus_Siculus/2A*.html.
19. ↑  Lucian, De dea Syria, 14
20. ↑  Lucian, De dea Syria, 33, 39
21. 1 2  Louis A. Boettiger (1918). "2". Studies in the Social Sciences: Armenian Legends and Festivals. Quyển 14. The University of Minnesota. tr. 10–11.
22. ↑  Smith, W. Robertson (1887). "CTESIAS AMD THE SEMIRAMIS LEGEND". The English Historical Review. Quyển II số VI. tr. 303–317. doi:10.1093/ehr/II.VI.303. ISSN 0013-8266.
23. ↑  Lib. XIV.
24. ↑  M. Chahin (2001). The Kingdom of Armenia: A History. Psychology Press. tr. 74–5. ISBN 978-0-7007-1452-0.
25. ↑  Agop Jack Hacikyan (2000). The Heritage of Armenian Literature: From the oral tradition to the Golden Age. Wayne State University Press. tr. 37–8. ISBN 0-8143-2815-6.
26. 1 2  Julia M. Asher-Greve (2006). "From 'Semiramis of Babylon' to 'Semiramis of Hammersmith'". Trong Steven Winford Holloway (biên tập). Orientalism, Assyriology and the Bible. Sheffield Phoenix Press. ISBN 978-1-905048-37-3.
27. ↑  Elizabeth Archibald (ngày 24 tháng 5 năm 2001). Incest and the Medieval Imagination. OUP Oxford. tr. 91–93. ISBN 978-0-19-154085-1.
28. ↑  Glenda McLeod (1991). Virtue and Venom: Catalogs of Women from Antiquity to the Renaissance. University of Michigan Press. tr. 66. ISBN 0-472-10206-0.
29. ↑  Chaucer (1793). A Complete Edition of the Poets of Great Britain. Quyển 1. Robert Anderson (editor). John and Arthur Arch. tr. 584.
30. ↑  Martin E Malia Russia under Western Eyes: From the Bronze Horseman to the Lenin Mausoleum. Harvard University Press, Jun 30, 2009 pg. 47
31. ↑  William Russell and Charles Coote The History of Modern Europe. A. Small, 1822 pg.379
32. ↑  W. H. Thompson (1964) [1953]. Sixty Minutes with Winston Churchill. tr. 9.